# Pseudoeurycea cochranae
Pseudoeurycea cochranae là một loài kỳ giông trong họ Plethodontidae.
Nó là loài đặc hữu của México.
Các môi trường sống tự nhiên của chúng là các khu rừng vùng núi ẩm nhiệt đới hoặc cận nhiệt đới, các đồn điền, và vườn nông thôn.
Nó bị đe dọa do mất môi trường sống.